# Базиліка святого Серватія
Базиліка святого Серватія (нід. Sint-Servaasbasiliek (Maastricht)) — католицький храм у нідерландському місті Маастрихті, освячений на честь святого Серватія; це найстаріша церква з діючих у країні (Х—XVI ст.ст.); взірець романської архітектури.
Розташована на площі Врейтгоф (Vrijthof)
Маастрихтська базиліка святого Серватія — одна з небагатьох романських будівель у Нідерландах, також носить сліди пізніших готичних добудов.
У храмі міститься багате зібрання дорогоцінного церковного начиння, серед предметів якого виділяється золотий релікварій для мощей святого Серватія, створений у XII столітті ювелірами Маастрихта. На дзвіниці базиліки встановлений найбільший дзвін у Нідерландах.

## Історія
Перша дерев'яна церква над могилою святого Серватія була побудована незабаром після його смерті. У 550 році вона була замінена мурованою спорудою і отримала назву Magnum Templum.
У 752 році храм перебудували за ініціативою Карла Мартелла, який на чолі війська здобув у 732 році в день пам'яті святого Серватія перемогу над арабами біля Нарбони.
У 881 році церква св. Серватія в Маастрихті зазнала руйнувань від вікінгів.
Будівництво сучасної культової споруди в романському стилі було розпочато близько 1000 року. У 1039 році базиліка була освячена.
До XIII століття базиліка піддавалася доповненням: хори (XI ст.), готичний портал південного фасаду (XIII ст., перша готична споруда в Нідерландах). Найпізнішими доповненнями стали готичні капели, зведені в XIV—XV століттях у південному трансепті.
У 1981—93 роках була здійснена повна реставрація церкви.
14 травня 1985 року Базиліку святого Серватія в Маастрихті відвідав Папа римський Іван-Павло II, який присвоїв храмові статус папської базиліки.

## Галерея

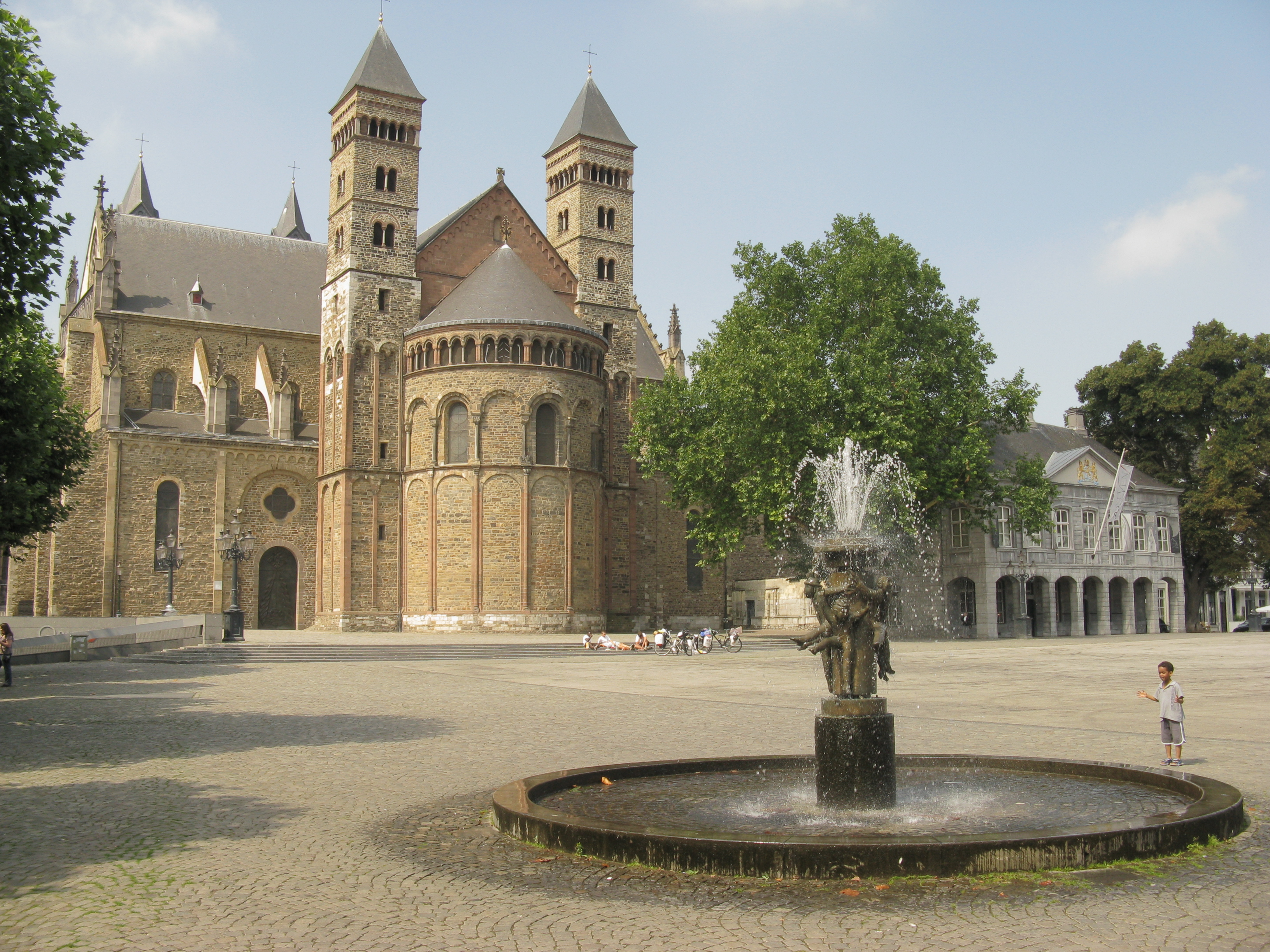
Церква св. Серватія на маастрихтській площі Врейгоф
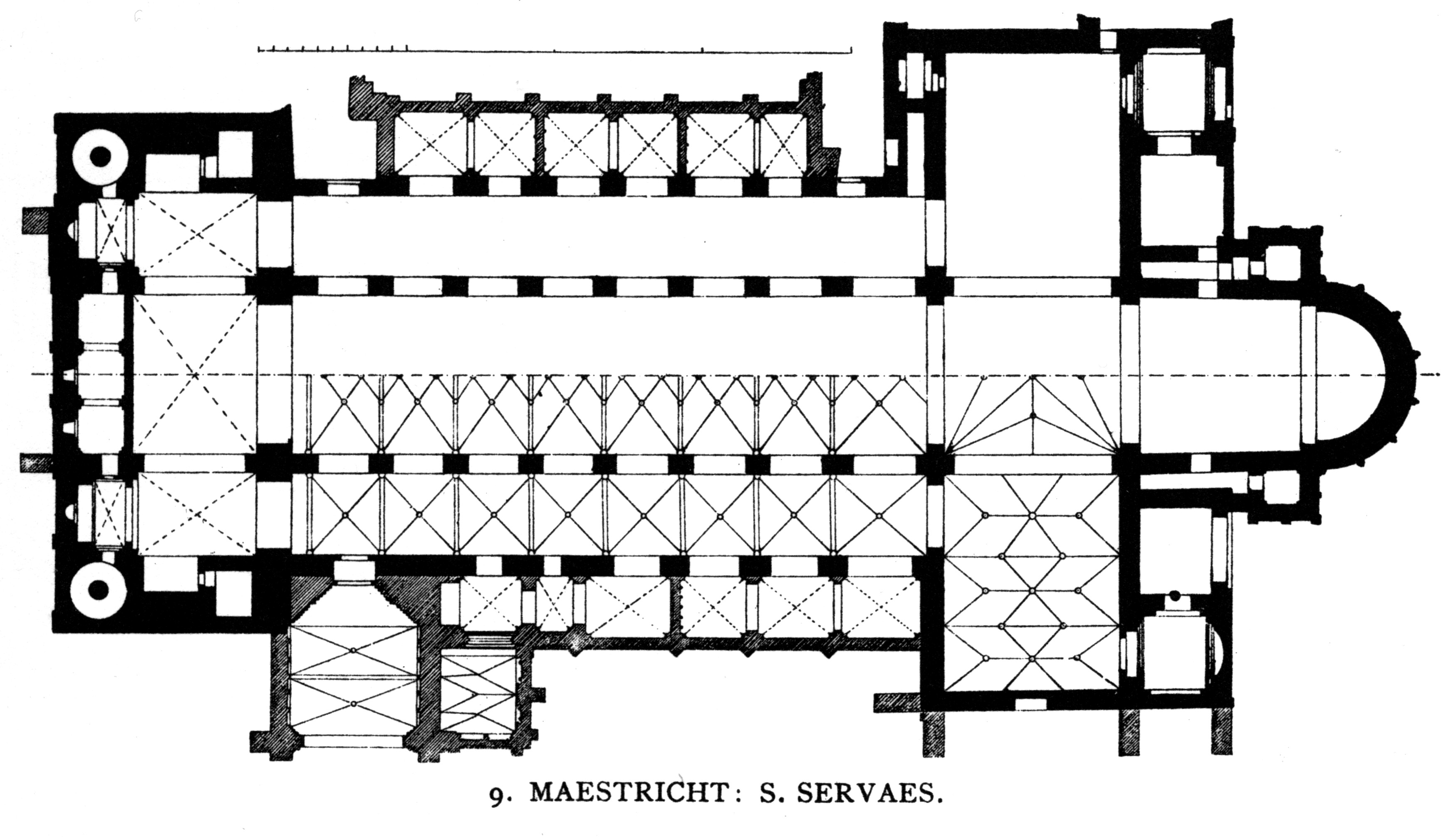
Планування базиліки
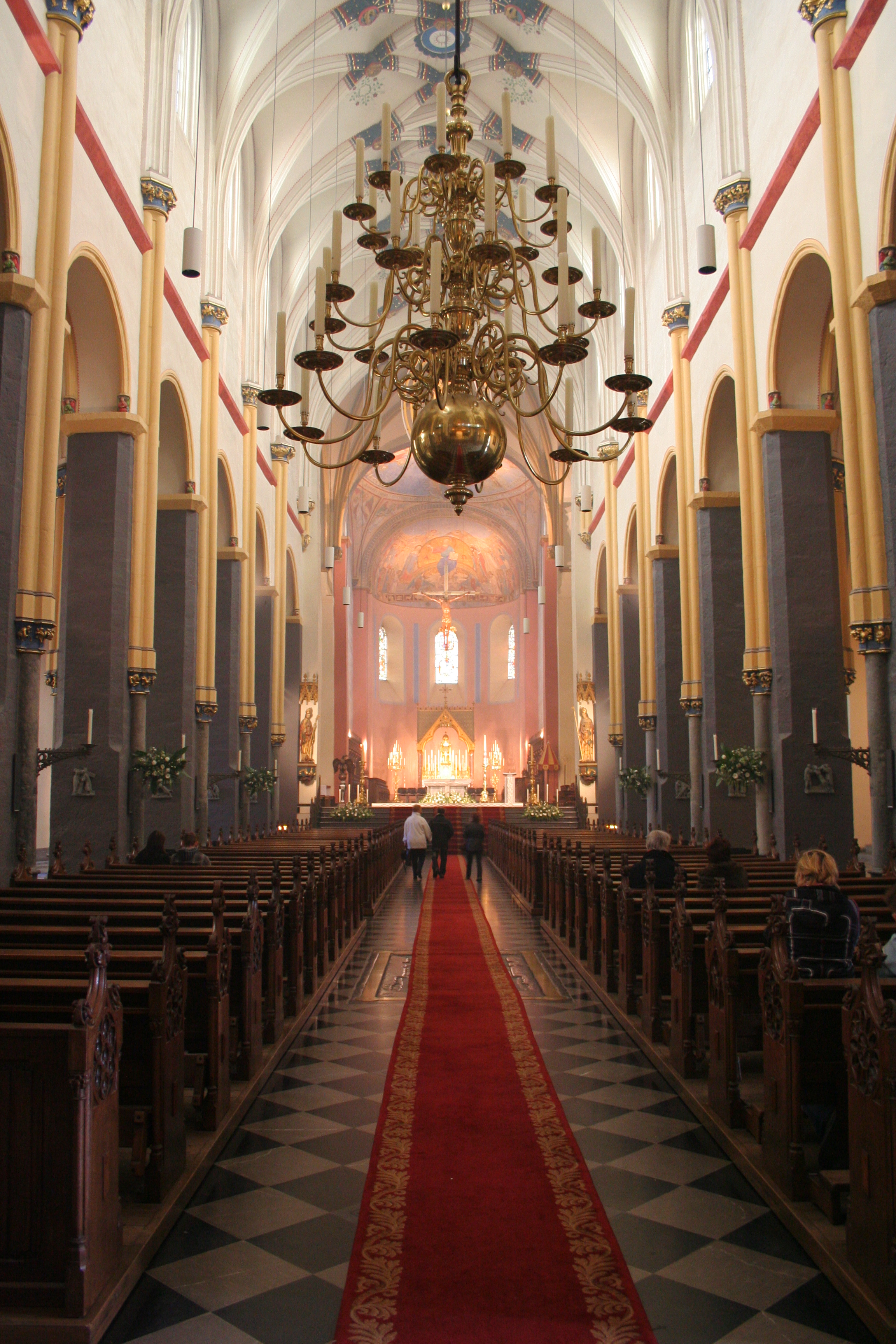
Інтер'єр храму
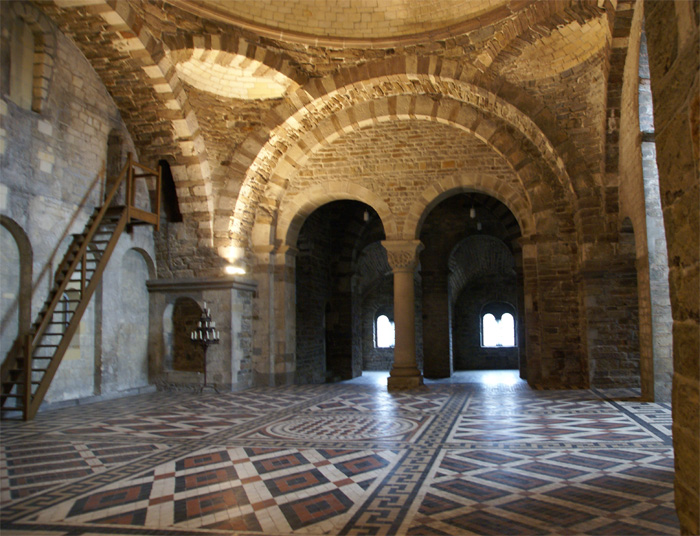
Імператорська зала церкви
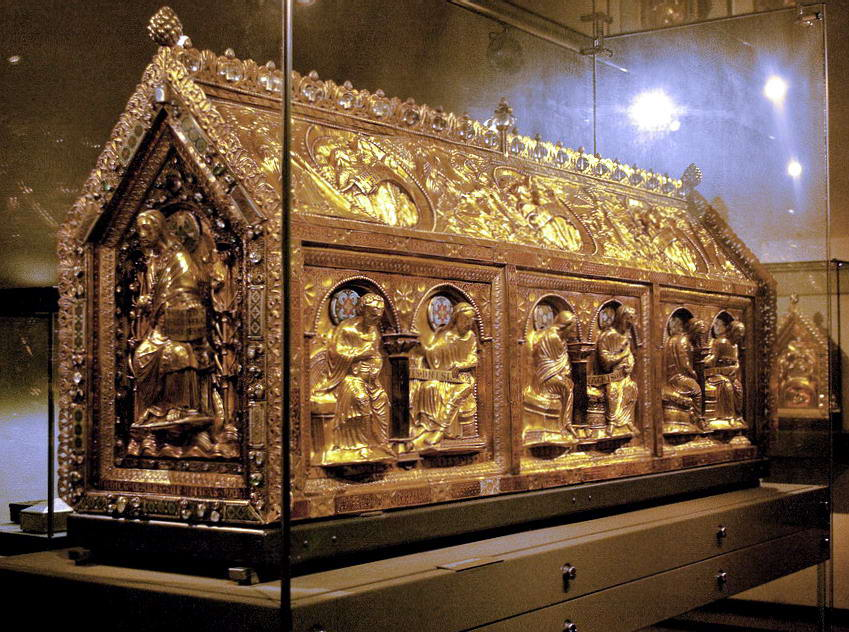
Релікварій св. Серватія